# Catocala umbrosa
Catocala umbrosa är en fjärilsart som beskrevs av Richard Dane Worthington 1883. Catocala umbrosa ingår i släktet Catocala och familjen nattflyn. Inga underarter finns listade i Catalogue of Life.

## Bildgalleri

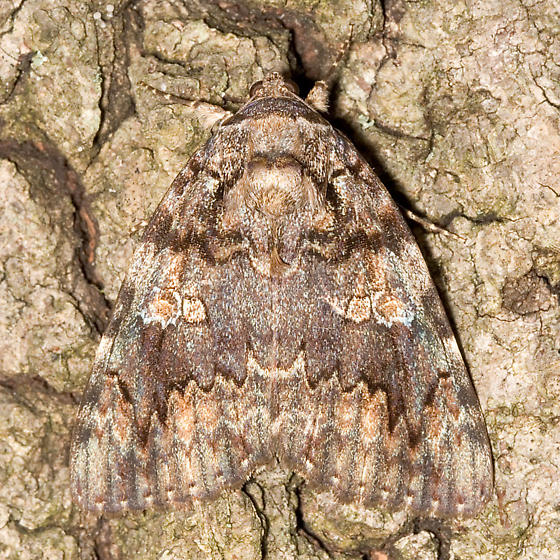